# Weissia socotrana
Weissia socotrana är en bladmossart som beskrevs av Mitten 1888. Weissia socotrana ingår i släktet krusmossor, och familjen Pottiaceae. Inga underarter finns listade i Catalogue of Life.